# ФИНЭК (бадминтон)
Бадминтонный клуб «ФИНЭК» — команда по бадминтону из Санкт-Петербурга. Основан в 2003 году при Санкт-Петербургском государственном университете экономики и финансов (ФИНЭК). Выступает в чемпионате России по бадминтону среди клубных команд (Суперлига).
Изначально состав формировался из доморощенных спортсменов-студентов СПбГУЭФ (курировало клуб руководство ВУЗа). Команда, помимо клубного чемпионата России, так же выступали на различных студенческих турнирах. Сейчас команда формируется из сборной города (клуб находится под опекой комитета по физической культуре и спорту).

## Достижения
- Клубный чемпионат России по бадминтону. Высшая лига (Сезон 2005/2006) - 1 место [2].
- Первая всероссийская летняя универсиада (Казань, 2008) - 3 место
- Вторая всероссийская летняя универсиада (Пенза, 2010) - 3 место [3]
- Чемпионат России среди студентов 2009 - 2 место[4]

## Выступления в чемпионатах России
| Сезон     | Лига            | Занятое место |
| --------- | --------------- | ------------- |
| 2003/2004 | Высшая лига «А» | 4 место из 10 |
| 2004/2005 | Высшая лига «А» | 4 место из 10 |
| 2005/2006 | Высшая лига «А» | 1 место из 10 |
| 2006/2007 | Суперлига       | 5 место из 6  |
| 2007/2008 | Суперлига       | 6 место из 8  |
| 2008/2009 | Суперлига       | 6 место из 8  |
| 2009/2010 | Суперлига       | 6 место из 8  |
| 2010/2011 | Суперлига       | 7 место из 8  |

## Текущий состав
| Имя                   | Дата рождения | Число сезонов в команде | Образование в СПбГУЭФ                                        |
| --------------------- | ------------- | ----------------------- | ------------------------------------------------------------ |
| Виктор Малютин        | 30.08.1977    | 6 сезонов               | окончил аспирантуру; кафедра ЭУСС                            |
| Николай Укк           | 20.02.1980    | 8 сезонов               | окончил аспирантуру; кафедра ЭУСС                            |
| Евгений Воробьев      | 11.10.1986    | 7 сезонов               | аспирант; кафедра ЭППМ                                       |
| Сергей Щербин         | 09.04.1990    | 6 сезонов               | магистрант; направл. "Логистика"                             |
| Сергей Нерославский   | 05.08.1989    | 3 сезона                | выпускник; факультет экономической теории и политики         |
| Андрей Кормановский   | 10.05.1989    | 2 сезона                | выпускник; факультет экономической теории и политики         |
| Александра Михайлова  | 24.10.1989    | 7 сезонов               | 5 курс; факультет статистики, учёта и экономического анализа |
| Анастасия Харлампович | 14.11.1991    | 4 сезона                | нет                                                          |
| Ксения Мищенкова      | 12.06.1992    | 2 сезона                | нет                                                          |
| Полина Воронько       | 11.01.1996    | 1 сезон                 | нет                                                          |
| Анастасия Стогов      | 20.12.1996    | 1 сезон                 | нет                                                          |

## Бывшие игроки
- Роман Терентьев (1985) выступал до 2004 года
- Константин Иванов (1986) выступал с 2003 до 2006
- Иван Петров (1986) выступал с 2003 по 2006
- Елена Федотова (1986) выступала до 2009 года
- Наталья Алексеева (1986) выступала до 2006 года
- Ксения Поликарпова (1990)выступала до 2007 года
- Валерия Рождественская (1988)выступала с 2004 по 2009
- Михаил Кель (1979) выступал на первом туре сезона 2009/2010
- Юлия Казаринова (1992)выступала на первом туре сезона 2009/2010